# Sol major
Sol major este o tonalitate ce constă în scara majoră a notei sol, fiind alcătuită din sol, la, si, do, re, mi, fa diez și sol.
Fiind într-o tonalitate majoră, are din punct de vedere muzical o sonoritate veselă, optimistă.
Această tonalitate are la armură fa diez. În componența ei, gama sol major cuprinde: 3M (Terța Mare) 6M (Sexta Mare).
Pe treapta întâi se formează acord major (sol si re) format din 3M și 3m (Cvinta Perfectă (5P)).